# Всероссийская олимпиада школьников по математике
Всероссийская олимпиада школьников по математике — ежегодное соревнование по математике для школьников.

## История
Первой математической олимпиадой, в которой приняли участие несколько областей РСФСР, стала проводившаяся в Москве олимпиада 1960 года. Её иногда называют «нулевой» Всероссийской математической олимпиадой школьников. Официальная нумерация началась с 1961 года. На первую Всероссийскую математическую олимпиаду приехали команды почти всех областей РСФСР. Также были приглашены команды союзных республик. Фактически эти олимпиады стали Всесоюзными, ведь в них принимали участие победители республиканских олимпиад. С 1967 года эти олимпиады получили статус Всесоюзных, а Всероссийские олимпиады на время прекратились.
Возрождение Всероссийской олимпиада школьников по математике организационно началось в 1974 году, когда по инициативе Министерства просвещения РСФСР, Министерства высшего образования РСФСР, общества «Знание» РСФСР и Центрального комитета ВЛКСМ был создан Центральный оргкомитет Всероссийской физико-математической и химической олимпиады школьников. Первыми руководителями математической части этой олимпиады стали профессор Московского государственного университета член-корреспондент АН СССР (впоследствии академик) В. И. Арнольд и доцент Московского физико-технического института А. П. Савин.
В 1976 году председателем Центрального оргкомитета Олимпиады стал академик B.C. Владимиров, а первым заместителем председателя — Л. К. Балясная, которая в то время была заместителем министра просвещения РСФСР, а до этого возглавляла отдел по работе со школьниками в ЦК ВЛКСМ. Заместителя председателя Оргкомитета и председателями Методических комиссий по физике, математике и химии были назначены, соответственно, профессор МГУ Ю. М. Широков, профессор МФТИ Г. Н. Яковлев и член-корреспондент АН СССР И. П. Белецкая. В состав Центрального оргкомитета, кроме представителей организаций-учредителей и работников органов народного образования, вошли члены редколлегий журналов «Физика в школе», «Математика в школе», «Химия в школе». В составы Методических комиссий наряду с учёными из Академии наук СССР, Московского государственного университета им. М. В. Ломоносова, Московского физико-технического института, Московского государственного педагогического института им. В. И. Ленина и других ведущих вузов Москвы вошли известные учителя и преподаватели специализированных физико-математических школ. Центральным оргкомитетом и методическими комиссиями были разработаны структура, задачи и цели олимпиады, которые в основном остаются неизменными и по настоящее время. Территория Российской Федерации была разделена на четыре зоны: Северо-Западную, Центральную, Юго-Западную и Сибири и Дальнего Востока. Отдельно были выделены города Москва и Ленинград, в которых математические олимпиады начали проводиться ещё в 30-е годы.
Организаторами Олимпиады было решено: в этих городах Олимпиаду проводить по традиционно сложившейся схеме; в связи с этим в период 70—80-х годах XX века, когда Всероссийская олимпиада проводилась по зонам, московские и ленинградские школьники сначала участвовали во Всероссийской олимпиаде вне конкурса, а потом вовсе в ней не участвовали.
Особый статус Москвы и Ленинграда (ныне Санкт-Петербург) сохранялся до 2010 года.
| №       | Дата              | Город            |
| ------- | ----------------- | ---------------- |
| XXIII   | 19—26 апреля 1997 | Калуга           |
| XXIV    | 14—21 апреля 1998 | Ярославль        |
| XXV     | 14—21 апреля 1999 | Майкоп           |
| XXVI    | 12—18 апреля 2000 | Казань           |
| XXVII   | 19—26 апреля 2001 | Тверь            |
| XXVIII  | 21—29 апреля 2002 | Майкоп           |
| XXIX    | 4—19 апреля 2003  | Орёл             |
| XXX     | 19—25 апреля 2004 | Чебоксары        |
| XXXI    | 24—29 апреля 2005 | Нижний Новгород  |
| XXXII   | 21—26 апреля 2006 | Псков            |
| XXXIII  | 23—27 апреля 2007 | Майкоп           |
| XXXIV   | 19—24 апреля 2008 | Кисловодск       |
| XXXV    | 21—27 апреля 2009 | Кисловодск       |
| XXXVI   | 25—30 апреля 2010 | Майкоп           |
| XXXVII  | 25—30 апреля 2011 | Великий Новгород |
| XXXVIII | 25—30 апреля 2012 | Смоленск         |
| XXXIX   | 23—29 апреля 2013 | Саров            |
| XL      | 24—30 апреля 2014 | Ярославль        |
| XLI     | 23—29 апреля 2015 | Казань           |
| XLII    | 21—29 апреля 2016 | Санкт-Петербург  |
| XLIII   | 24—30 апреля 2017 | Калининград      |
| XLIV    | 23—28 апреля 2018 | Екатеринбург     |
| XLV     | 21—27 апреля 2019 | Пермь            |
| XLVI    | 2020              | —                |
| XLVII   | 16—22 апреля 2021 | Тюмень           |
| XLVIII  | 17—25 апреля 2022 | Саранск          |
| XLIX    | 21—27 апреля 2023 | Сириус           |
| L       | 19—25 апреля 2024 | Нижний Новгород  |
| LI      | 16—22 апреля 2025 | Сириус           |

### Структура проведения
Согласно Положению об олимпиаде, Всероссийская олимпиада школьников по математике (дальше будем говорить только о математической олимпиаде) до 1992 года проводилась в четыре этапа: школьный, районный (городской), областной (краевой, республиканский) и зональный (по Северо-Западной, Юго-Западной, Центральной и Сибирской зонам), который до 1992 года выполнял и функции заключительного этапа. Это объясняется тем, что тогда Всероссийская олимпиада была этапом Всесоюзной, на которой Российскую Федерацию представляли шесть команд — это команды городов Москвы и Ленинграда и четырёх указанных выше зон. В 1992 году, в связи с распадом Советского Союза, Всесоюзная олимпиада проводилась под названием Межреспубликанской. В то время ещё была надежда на то, что будет в какой-то степени сохранено единство образовательного пространства на территории бывшего Советского Союза. С 1992—93 учебного года проводится заключительный этап Всероссийской олимпиады школьников, по итогам которого формируется национальная команда России для участия в Международной олимпиаде.
Команда школьников России впервые выступила на Международной олимпиаде в 1992 году, когда ещё выступала сборная команда СНГ. В том году Международная математическая олимпиада проходила в Москве, и Россия, как правопреемница СССР, выставила свою национальную команду. Свои команды выставили и многие бывшие советские республики, а именно, те, новые руководители которых сочли возможным приезд в Москву своих школьников.

### Современное состояние
С 2008 года отменён федеральный окружной (бывший зональный) этап, так что теперь олимпиада проводится в 4 этапа (школьный, муниципальный, региональный и заключительный). При этом Московская математическая олимпиада и Санкт-Петербургская математическая олимпиада перестали быть этапами Всероссийской олимпиады (ранее они приравнивались к федеральному окружному этапу олимпиады).
Председателем жюри является Назар Агаханов.

## Призёры и победители
Призёры и победители Всероссийской математической олимпиады имеют особые права при приеме на обучение в вузы по программам бакалавриата и специалитета.
Ряд призёров в дальнейшем стали известными математиками. Например, Г. Перельман, Ю. Матиясевич, С. Смирнов.